# 金星堂
金星堂（きんせいどう）は東京都千代田区神田神保町3-21にある日本の出版社。創業時は文芸作品を刊行、現在は大学向け語学教科書を中心に幅広く刊行中。

## 概略
1918年（大正7年）に福岡益雄により創業された。社名は福岡が田山花袋に相談した際「宵の明星である金星」を社名にすることを提案されたことに由来。
1924年（大正13年）、モダニズム文学系の最初の雑誌として知られる『文藝時代』を創刊。川端康成が中心となり、従来の自然主義文学や客観主義とは異なる独自の感覚表現を目指し、新感覚派と呼ばれる新進作家たちの拠点となったことで注目された。
1926年（大正15年）、『文藝時代』に川端康成「伊豆の踊子」を掲載。翌年、作品集『伊豆の踊子』を刊行。
この時期、田山花袋、菊池寛、川端康成、横光利一、稲垣足穂ら当時の文壇の大家、中堅作家の作品を数多く出版した。
尚、昭和初期にはのちに小説家・評論家として知られる伊藤整が編集部員として在籍していた。伊藤は『チェーホフ全集』、『ジイド全集』等の編集を担当。第一作品集『生物祭』をはじめ、自らの著作の出版も行った。
第2次世界大戦後は文学から言語それ自体への追及と出版方針を転換。1950年代以降、主に大学・短大生用の英語・中国語教科書を扱う語学出版社として再出発。
再出発当初は英米文学の小説・短編集等を中心に出版活動を行い、その後はテキストの出版を強化、1982年（昭和57年）に『Polite Fictions』を出版し日米比較文化論エッセイの定番テキストとしてベストセラーを記録。
現在は英語・中国語テキスト、英語・英米文学研究書、一般書・参考書及び辞書等を幅広く扱うと共に、語学学習形態の多様化に合わせ総合教材やリスニング教材の開発にも注力。
デジタル化の観点ではオンラインストリーミング『plus＋Media』、見本請求・教授用資料サポートツール『E-SPACE』、eラーニングシステム『CheckLink』、テスティング・英語教育の専門家チームが日本人大学生のために開発したシンプル且つ信頼性の高い英語力診断テスト『VELC Test』の提供など、テキストの出版に加え様々な学習ツールの開発・提供を続けている。